# 33 Nyski Pułk Zmechanizowany
33 Nyski Pułk Zmechanizowany (33 pz) – oddział Wojsk Zmechanizowanych Sił Zbrojnych PRL.
W IV kwartale 1956 roku 33 Nyski Pułk Piechoty w Nysie, przeformowany został w 33 Nyski Pułk Zmechanizowany. Równocześnie 7 Łużycka Dywizja Piechoty, w skład której wchodził 33 pp, przeformowana została na etat Dywizji Zmechanizowanej "B" i  przemianowana na 2 Warszawską Dywizję Zmechanizowaną.
W 1989 rozformowana została 2 DZ wraz z podporządkowanymi jednostkami, w tym 33 pz. Na bazie 2 DZ zorganizowana została 2 Baza Materiałowo-Techniczna, a w miejsce 33 pz – 33 Ośrodek Materiałowo-Techniczny.

## Tradycje
29 stycznia 1990  szef Głównego Zarządu Wychowania WP wydał wytyczne Nr 5 w sprawie dziedziczenia tradycji jednostek Warszawskiej Dywizji Zmechanizowanej przez jednostki wojskowe rozformowanej 20 Dywizji Pancernej. Zgodnie z tym dokumentem stacjonująca na Pomorzu Zachodnim 20 Warszawska Dywizja Pancerna im. marszałka Konstantego Rokossowskiego przeformowana została i przemianowana na 2 Warszawską Dywizję Zmechanizowaną.
68 Pułk Czołgów Średnich stacjonujący w Budowie i wchodzący w skład 20 DPanc, przeformowany został i przemianowany na 33 Pułk Zmechanizowany.
W 1995 roku na bazie 33 pz sformowana została 12 Złocieniecka Brygada Kawalerii Pancernej im. gen. Ludwika Kmicic-Skrzyńskiego. 
W 2001 roku rozformowana została 12 BKPanc, a jej koszary zajęła 2 Brygada Zmechanizowana Legionów z Wałcza. 